# Les Raboses
El jaciment de Les Raboses es troba a la muntanya amb el mateix nom, situada al terme municipal d'Albalat dels Tarongers (Baix Palància). Aquest jaciment està enquadrat cronològicament en l'Edat del Bronze.

## Historiografia
El jaciment es dona a conèixer gràcies als treballs de prospecció duts a terme, en la dècada de 1940, per Andrés Monzó Nogués. Els materials trobats en aquestes prospeccions es troben actualment en el SIP de València. Caldrà esperar a 1987-1989, perquè Eva Ripollés Adelantado, prospectara primer i després excavés a Les Raboses.

## Situació i entorn
El Camp de Morvedre, alberga al jaciment de Les Raboses. La seva situació en altura és característica de l'Edat del Bronze. El seu entorn és muntanyós i a més s'enquadra la conca del riu Palància, que ha servit d'eix de comunicacions entre l'interior i la costa des de temps remots. Està delimitat pel massís del Garbí a l'oest i per les muntanyes de Sant Esperit a l'est. Les seues litologies estan formades per materials calcaris i per arenoses roges (que són dominants). La morfologia del cim en la qual es troba és típica de la zona, amb una vessant tallada a pic (vessant sud-est), mentre que el vessant oposat té una inflexió suau en direcció al riu (vessant nord i oest). El cim és allargat, i el jaciment està molt pròxim al barranc de Segart, que suposa un pas natural entre la Vall del Túria i el del Palància.
Geomorfològicament pertany al domini estructural del Sistema Ibèric. El paisatge es caracteritza per un relleu abrupte, amb altures inferiors a 600 msnm, pel que correspon a un entorn de mitja muntanya. La transició d'aquest mitjà a les properes planes litorals, és realitzada a través d'uns breus piemonts. El riu Palància és l'autèntic eix estructural de la regió. El seu règim pluvial és irregular, amb grans oscil·lacions entre els mesos d'estiu i hivern.

## Climatologia i Vegetació
Les característiques orogràfiques donen lloc a microclimes diferenciats: termomediterrani per les planes, mesomediterrani per a les obagues i muntanyes, amb més precipitacions. Durant el Subboreal la humitat va ser superior a la que hi ha en l'actualitat, de manera que les espècies característiques d'un pis termomediterrani / mesomediterrani (Quercus faginea, Pinus sylvestris, Quercus suber), creixen a menor altitud a causa d'això.

## Cronologia
L'inici de l'ocupació de Les Raboses se situaria en algun moment del Bronze Antic i Mitjà, i es pot assegurar que no arribaria al Bronze Final. L'únic jaciment de la zona que continuaria en el Bronze Final és el del Pic dels Corbs (Sagunt). Aquest fet, similar al de la zona propera de les regions muntanyenques de Terol, ha permès inferir a alguns autors, la concentració de la població en uns quants jaciments de majors dimensions.

## Interpretació
L'extensió excavada a les Raboses és d'uns 90 m². El potencial del jaciment és gran i s'estima que la seva superfície pot ser de 2500 m². L'espai disponible va ser modificat mitjançant estructures constructives, en quatre murs d'aterrassament, que crearien espais utilitzats per a la construcció d'habitacions i zones de pas o accés. La plataforma superior del jaciment va ser ocupada per estructures d'habitació, que fan servir com a paret la cara interna de primer mur de aterrassament. La zona més baixa estaria constituïda per una estructura massissa de planta trapezoïdal, amb una possible funció de control o defensa. Els materials emprats en la construcció són lloses de roig local, blocs de calcària de la mateixa cim, terres, argiles i elements vegetals de cobriment, que han quedat reflectits en les empremtes.
En alguns jaciments propers de l'Edat del Bronze, com el Puntal de Cambra (el Villar), la Lloma de Betxí (Paterna), Muntanya Assolada (Alzira) o la Mola d'Agres, s'observa la presència d'importants construccions que requereixen un ingent esforç col·lectiu, de manera que es pot intuir l'existència de certs elements jeràrquics que articulen aquests esforços.